# Aljona Savchenko
Alona Valentynivna Savtjenko (ukrainska: Олена Валентинівна Савченко), född 19 januari 1984 i Kiev, Ukrainska SSR, Sovjetunionen, är en tysk konståkare som tillsammans med Bruno Massot blev guldmedaljör i par vid olympiska vinterspelen 2018 i Pyeongchang i Sydkorea.
Innan OS-guldet var hennes största meriter är två guldmedaljer vid världsmästerskap, tre guldmedaljer vid europamästerskap och bronsmedalj vid de olympiska vinterspelen 2010 och 2014.
Aliona Savtjenko började redan när hon var tre år gammal med skridskoåkning. Sin utbildning fick Savtjenko i Ukraina. Hon deltog med ukrainska partner i olika juniorvärldsmästerskap och vann där året 2000 guldmedaljen.
2002 letade hon i hela världen efter en ny partner som hon hittade i Robin Szolkowy. Hon flyttade till Tyskland och är sedan 2006 tysk medborgare.
År 2014 byte hon åter tävlingspartner till Bruno Massot. I Europamästerskapen i konståkning 2017 tog de en bronsmedalj.

## Bildgalleri

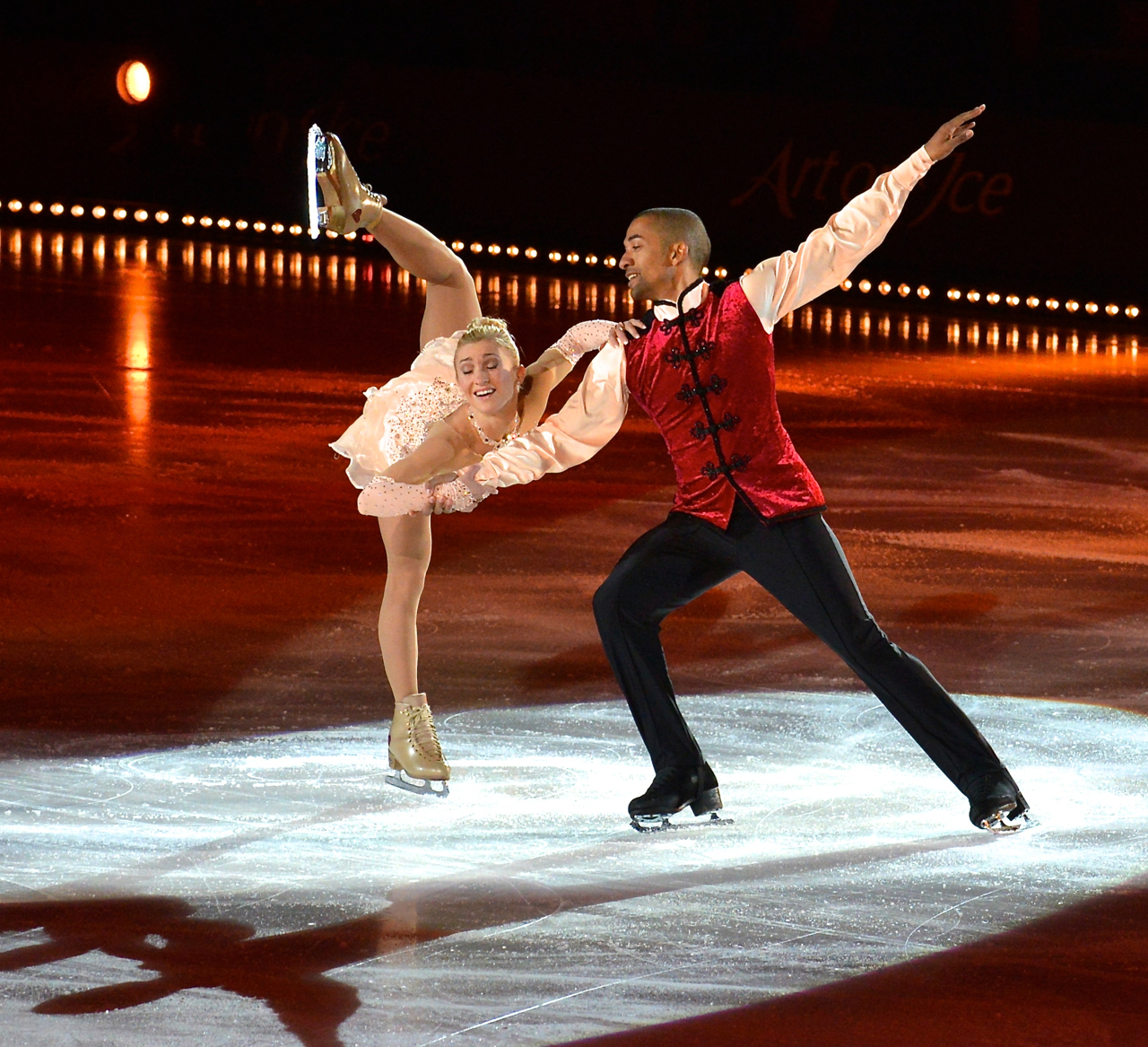
Savchenko under Art on Ice i Globen 2014.
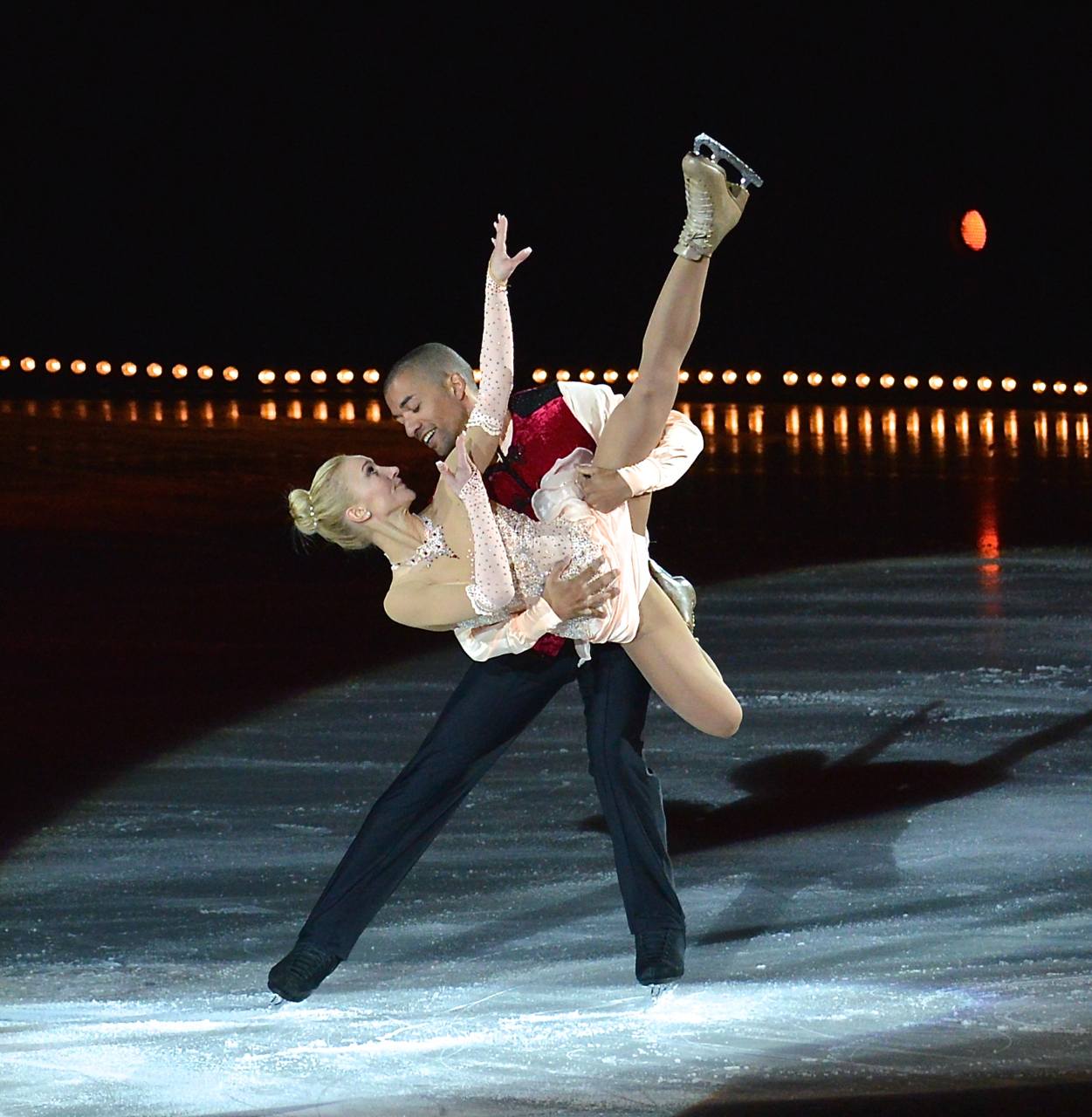
Art on Ice 2014.
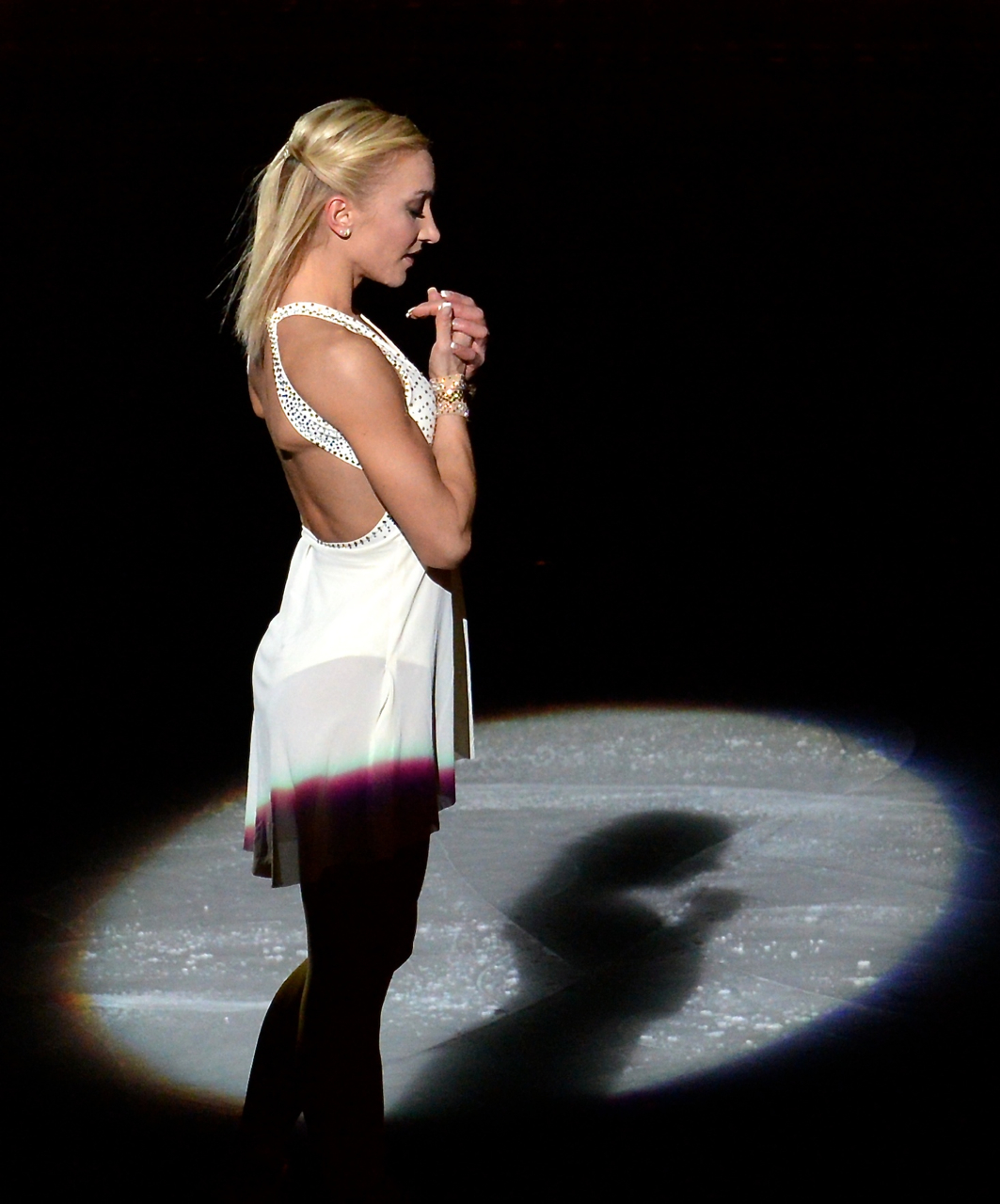
Art on Ice 2014.
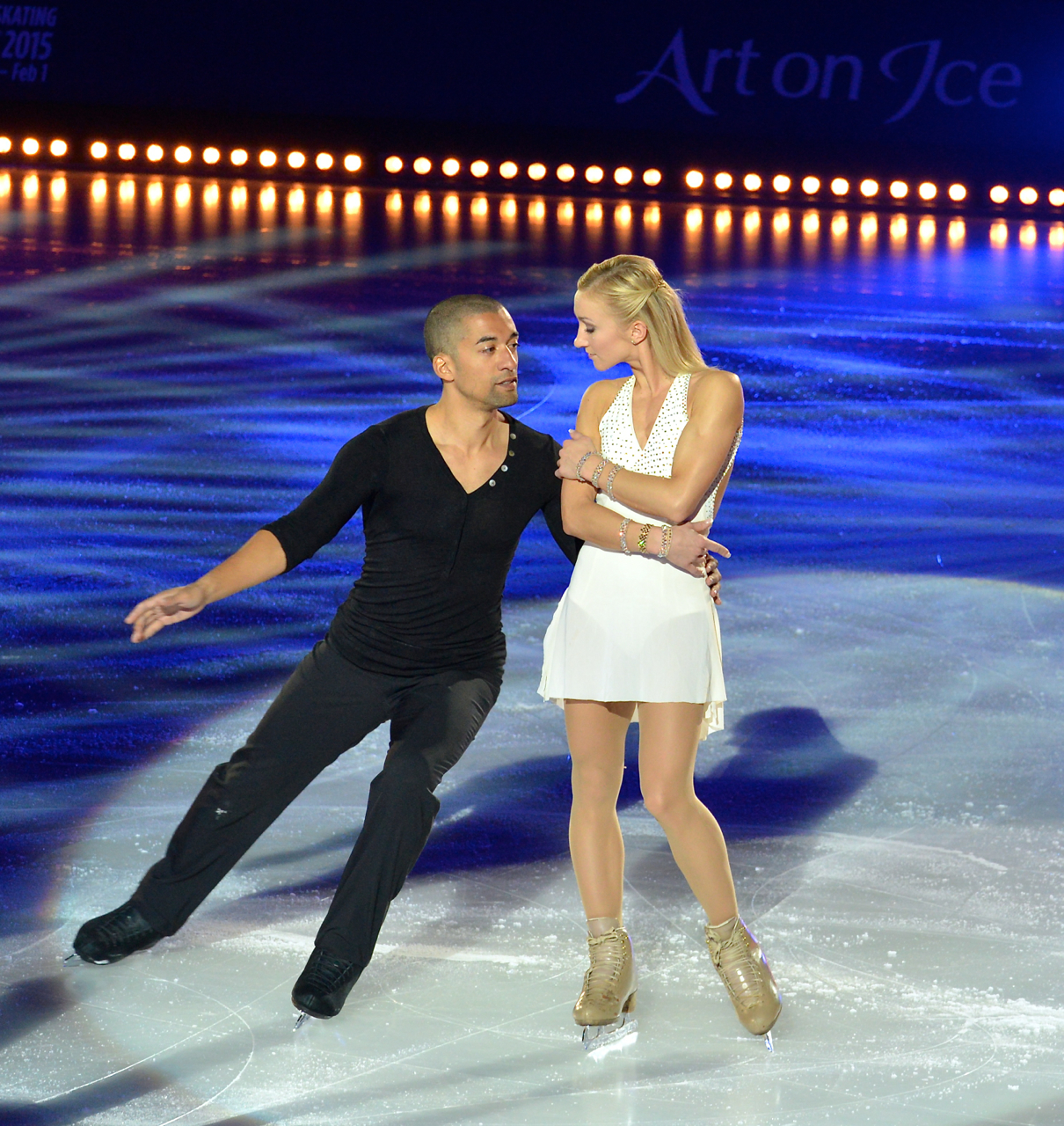
Art on Ice 2014.